# Aristida pubescens
Aristida pubescens är en gräsart som beskrevs av Evangelina A. Sánchez. Aristida pubescens ingår i släktet Aristida och familjen gräs. Inga underarter finns listade i Catalogue of Life.